# Treize Tournoi
Ne doit pas être confondu avec le Championnat interclubs de 1956-1957 ou le Tournoi franco-britannique de rugby à XIII organisé en 2012
Le Treize Tournoi était une compétition internationale de clubs de rugby à XIII, qui n'a eu qu'une seule édition en 1998, et qui s'est déroulé à la fin de la saison anglaise 1997-1998 et avant le début de la saison française de rugby à XIII 1998-1999. Elle opposait les gagnants et les finalistes de la première et deuxième division anglaise aux trois premiers du Championnat de France de rugby à XIII (saison 1997-1998). La finale se déroule au Stadium de Toulouse et oppose Villeneuve-sur-Lot aux Lynx du Lancashire, les Français battant les Anglais sur le score de 16 à 10.

## Équipes participantes
Côté anglais, les équipes suivantes se qualifient pour le tournoi : Wakefield Trinity, Featherstone Rovers, Lancashire Lynx (équipe dissoute depuis) ; la participation de ces clubs a été déterminée à la suite d'un processus un peu complexe, puisqu'il a été nécessaire d'attendre la « Grand Final » de la « First Division », dont les deux finalistes ont été désignés à la suite de play-offs, auxquels ont participé les cinq premiers de la première division anglaise. À ces deux finalistes, s'ajoute le premier du classement de la seconde division.
Côté français, on retrouve les trois premiers du championnat de France, saison 1997-1998 : Saint-Estève, Limoux, Villeneuve-sur-Lot.

## Résultats et déroulement de la compétition

### Première phase

#### 1rejournée (4 octobre 1998)
| Villeneuve                                                              | 34 – 12        | Wakefield Trinity                                      |
| ----------------------------------------------------------------------- | -------------- | ------------------------------------------------------ |
| Essais: Perrolari (3), Banquet, Despin, Devecchi Pénalités: Banquet (5) | Points marqués | Essais: Stephenson, A. Hughes Pénalités: A. Hughes (2) |

| Limoux                                                                    | 19 – 10        | Featherstone Rovers                    |
| ------------------------------------------------------------------------- | -------------- | -------------------------------------- |
| Essais: Puso (2), Raleigh Pénalités: Albérola (3) Drop Pénalités: Bourrel | Points marqués | Essais: Lowe, Baker Pénalités: Chapman |

| St-Estève                                                                   | 26 – 40        | Lancashire Lynx                                                       |
| --------------------------------------------------------------------------- | -------------- | --------------------------------------------------------------------- |
| Essais: Brown, Couttet, Doyle, Thompson, Van Brussel Pénalités: Couttet (3) | Points marqués | Essais: Murray (4), D. Jones, Mawdsley, Walsh Pénalités: P. Jones (6) |

Au terme de cette première journée, Limoux fait une entrée fracassante dans le tournoi, Villeneuve-sur-lot, qui vient de recruter la star australienne Paul Sironen, s'impose face au champion d'Angleterre. En revanche Saint-Estève pèche pas sa défense à domicile devant un stade assez dégarni, le public boudant le club.

#### 2ejournée (11 octobre 1998)
| Wakefield Trinity                                                    | 38 – 36        | Limoux                                                            |
| -------------------------------------------------------------------- | -------------- | ----------------------------------------------------------------- |
| Essais: Bostock (3), Gray (2), March, Mycoe Pénalités: A. Hughes (5) | Points marqués | Essais: Raleigh (4), Alonso, Hébert, Puso Pénalités: Albérola (4) |

| Featherstone Rovers | 4 – 42         | St-Estève |
| ------------------- | -------------- | --- |
| Essais: Hall        | Points marqués | Essais: Guisset (2), Doyle, Garcia, Lockwood, Torreilles, Van Brussel, Verges Pénalités: Couttet (4), Torreilles |

| Lancashire Lynx                                                    | 28 – 24        | Villeneuve                                                           |
| ------------------------------------------------------------------ | -------------- | -------------------------------------------------------------------- |
| Essais: Donno, Gee, Kelly, Parsley, Taylor Pénalités: P. Jones (4) | Points marqués | Essais: Carrasco (2), Doorey, Perrolari, Wulf Pénalités: Banquet (2) |

#### 3ejournée (18 octobre 1998)
| Limoux                                     | 10 – 24        | Wakefield Trinity                                                 |
| ------------------------------------------ | -------------- | ----------------------------------------------------------------- |
| Essais: Gonzales, Rossel Pénalités: Masson | Points marqués | Essais: McDonald (2), Briggs, A. Hughes, Wray Pénalités: Gray (2) |

| St-Estève                                                                                   | 48 – 24        | Featherstone Rovers                                                         |
| ------------------------------------------------------------------------------------------- | -------------- | --------------------------------------------------------------------------- |
| Essais: Gomez (2), Torreilles (2), Couttet, Durand, Thompson, Verges Pénalités: Couttet (8) | Points marqués | Essais: Chapman, Handley, Peacock, Riley Pénalités: Chapman (2), Rooney (2) |

| Villeneuve                                                                                                  | 39 – 0         | Lancashire Lynx |
| --- | -------------- | --------------- |
| Essais: Cornut (2), Frayssinous (2), Perrolari (2), Devecchi Pénalités: Banquet (5) Drop Pénalités: Banquet | Points marqués |                 |

Lors de cette 3e journée, si Villeneuve se montre « sans pitié », et Saint-Estève « intraitable », Limoux rate le coche, malgré la révélation que constitue son seconde ligne, Christophe Puso.

#### 4ejournée (25 octobre 1998)
| Wakefield Trinity                                              | 22 – 25        | Villeneuve                                                                                      |
| -------------------------------------------------------------- | -------------- | ----------------------------------------------------------------------------------------------- |
| Essais: Bostock, Fisher, March, Mycoe Pénalités: A. Hughes (3) | Points marqués | Essais: Collado, Banquet, Carrasco, Devecchi Pénalités: Banquet (2) Drop Pénalités: Frayssinous |

| Featherstone Rovers                                                                        | 54 – 10        | Limoux                                   |
| ------------------------------------------------------------------------------------------ | -------------- | ---------------------------------------- |
| Essais: Dickins (2), Pratt (2), Spurr (2), Chapman, Stokes, Swinson Pénalités: Chapman (9) | Points marqués | Essais: Lacans, Rossel Pénalités: Masson |

| Lancashire Lynx                                                | 26 – 18        | St-Estève                                                    |
| -------------------------------------------------------------- | -------------- | ------------------------------------------------------------ |
| Essais: Gee, Campbell, Murray, Parsley Pénalités: P. Jones (3) | Points marqués | Essais: Boudebza, Garcia, Guisset, Verges Pénalités: Couttet |

Cette quatrième et dernière journée ne profite pas aux clubs français, Saint-Estève est en effet malchanceux, et Limoux débordé. Seule Villeneuve-sur-lot tire son épingle du jeu par deux essais de Collado.

### Finale (1ernovembre 1998)
| Villeneuve                                                 | 16 – 10        | Lancashire Lynx                              |
| ---------------------------------------------------------- | -------------- | -------------------------------------------- |
| Essais: Cornut, Doorey, Frayssinous Pénalités: Banquet (2) | Points marqués | Essais: D. Jones, Taylor Pénalités: P. Jones |

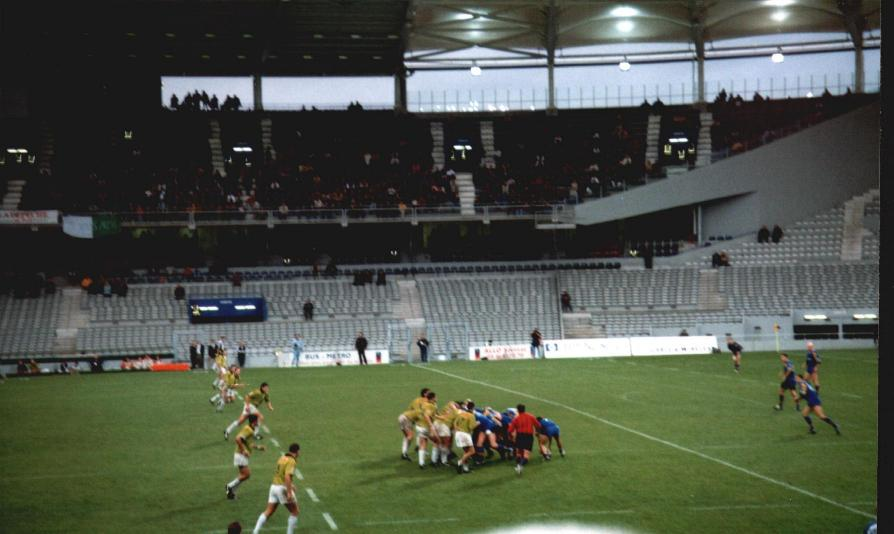
Une mêlée pour Villeneuve-sur-Lot
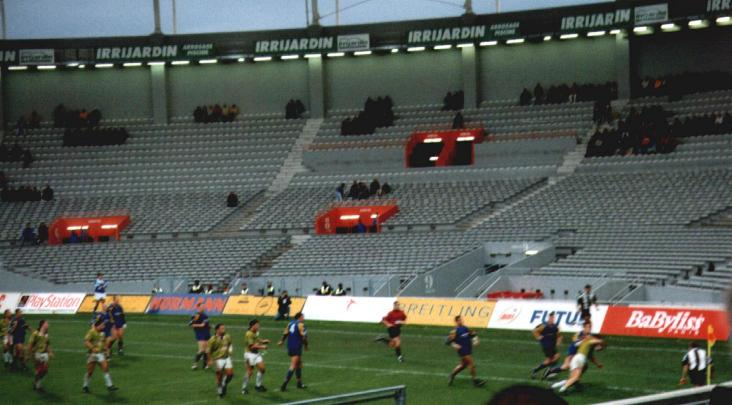
Essai pour Villeneuve

## Bilan
Certains observateurs indiquent:  « Concernant la compétition en elle-même, c'est une réussite. Les clubs français et anglais ont réussi à communiquer et à organiser un beau tournoi ».

## Postérité
En 2024, le président de la Fédération, sur Radio Marseilette,  évoque la possibilité de créer un tournoi comparable qui regrouperait les meilleures équipes de l'Elite 1 française et de League 1 anglaise. 